# Oedostethus similarius
Oedostethus similarius là một loài bọ cánh cứng trong họ Elateridae. Loài này được Dolin & Medwedew miêu tả khoa học năm 2002.